# Шемионко, Иосиф Иосифович
Иосиф Иосифович Шемионко (1903, г. Свянцяны, Виленская губерния — 9 марта 1961, Киев) — советский военачальник, генерал-майор (19 января 1944), участник Гражданской и Великой Отечественной войн.

## Биография
В 1925 году был зачислен курсантом военно-политической школы. В 1927 году участвовал в боевых операциях в ликвидации бандитизма в Средней Азии, в частности банды Ибрагим-бека.
С 15 июля 1941 по 14 ноября 1941 года занимал должность военного комиссара 254-й стрелковой дивизии. С 13 июля 1942 по 5 ноября 1942 года — военный комиссар 292-й стрелковой дивизии. С 23 ноября 1942 по 9 мая 1945 год — член военного совета 51-й армии. С 9 июля 1945 по 3 августа 1945 — член военного совета 2-й Краснознаменной армии.
Участвовал в Советско-японской войне.
Закончил службу в Киевском Военном округе.
Умер в Киеве 9 марта 1961 года. Похоронен на Лукьяновском военном кладбище.

## Награды
- 2 Ордена Красного Знамени[1]
- Орден Отечественной войны I степени[2]
- Орден Богдана Хмельницкого II степени[3]
- Орден Красной Звезды.
- Медаль «За победу над Германией в Великой Отечественной войне 1941—1945 гг.»[4].